# Jacques Maroselli
Jacques Maroselli, né le 12 avril 1921 à Luxeuil-les-Bains (Haute-Saône) et mort le 17 mars 2016 à Paris, est un préfet et un homme politique français.

## Biographie
Il a débuté dans la fonction publique en 1946. D'abord administrateur adjoint de la France d'outre-mer, puis sous-préfet.
Il est promu en 1957 préfet et devient ainsi le plus jeune préfet de France. Il a été aussi directeur des Offices du Maroc en France, directeur à la Compagnie des assurances générales de France, président de la Caisse nationale des banques, président de la Fondation pour l'exportation artisanale. Il crée et dirige jusqu'en 2010 la Sarl Mapurel consultant.
Il entra dans la Résistance dès 1941 (Réseau Carte). Parti de la région d'Arles en février 1943 à bord d'un Lockheed Hudson de la Royal Air Force en compagnie de son père, de Jean Nohain et d'autres résistants, il s'engage à son arrivée à Londres, dans les Forces navales françaises libres. Il participe à bord du croiseur Montcalm, aux débarquements de Normandie et de Provence en juin et août 1944.
Fils d'André Maroselli, député radical-socialiste de Haute-Saône, et ministre à plusieurs reprises depuis 1947, Jacques Maroselli commence sa carrière politique comme directeur de cabinet de son père lorsque celui-ci était  ministre de la Santé Publique et de la Population dans le Gouvernement Pierre Pflimlin en 1958.
Membre du Parti radical-socialiste, il se présente, lors des élections législatives de 1962, sous l'étiquette Union des Républicains dans la seconde circonscription de Haute-Saône, là où son père avait été battu quatre ans plus tôt. Il manquera son élection de 136 voix (26 690 voix contre 26 726 pour Alfred Clerget, président du conseil général de la Haute-Saône.)
Les élections législatives de 1967 lui permettront d'être élu au second tour dans la même circonscription sous l'étiquette de la Fédération de la gauche démocrate et socialiste (FGDS) dont il est membre du bureau, avec cette fois 8419 voix d'avance (32 589 voix contre 24 170 pour A. Clerget). La dissolution de juin 1968 lui sera fatale. Néanmoins sa carrière politique locale ne s'arrête pas pour autant puisqu'il était déjà élu en septembre 1967 conseiller général du Canton de Lure-Nord.
Au décès de son père, en 1970, Jacques Maroselli lui succède à la mairie de sa ville natale, Luxeuil-les-Bains,. Il en sera le maire sans interruption de 1970 à 1989 et également conseiller général du canton de Luxeuil-les-Bains (1973-1979) puis conseiller régional de Franche-Comté. Il sera membre du Conseil d'administration de l'Association des maires de France, membre du conseil d'administration de la Fédération thermale et climatique, membre du Haut comité du thermalisme et du tourisme
Dans le même temps, Jacques Maroselli est élu membre du bureau national du Parti radical-socialiste le 28 septembre 1963.
Il sera réélu en 1966 puis en 1968. En janvier 1966, il sera désigné Président de la commission des finances, de l'économie générale et du plan au sein du parti.
Jacques Maroselli appartient à l'aile gauche du Parti radical-socialiste et rejoint le Mouvement des radicaux de gauche lors de sa fondation en 1972. Il y est nommé, en janvier 1974, secrétaire national aux relations avec les élus et devient, en 1976, vice-président du Mouvement des radicaux de gauche, au sein duquel il figure parmi les proches de Robert Fabre.
Jacques Maroselli est membre fondateur, en 1964, du club l'Atelier républicain et en sera le président. Il milite en faveur d'une Union de la gauche et rejoint, avec son club, la Convention des institutions républicaines dont il devient membre du présidium en 1967.

## Honneurs
- Croix de guerre 1939–1945
- Médaille de la Résistance française
- Médaille des évadés
- Croix du combattant volontaire de la guerre de 1939–1945
- Médaille commémorative de la France libre
- Officier de l'ordre des Palmes académiques
- Officier de l'ordre du Mérite social
- Officier de l'ordre de la Santé publique
- Médaille de l'Aéronautique
- Commandeur de la Légion d'honneur

## Condamnation
Pour avoir, en qualité de consultant d'Elf Aquitaine Internationale (Suisse) et pendant 23 mois (1992-1993), perçu la somme de 63 143 € de la société Elf Aquitaine Internationale (société de droit suisse domiciliée à Genève), Jacques Maroselli a été condamné pour recel d'abus de biens sociaux à huit mois de prison avec sursis et 30 000 euros d'amende.
Il a été mis en examen en février 2000. Le Tribunal a finalement estimé en mai 2007 que J. Maroselli ne pouvait pas ignorer que les honoraires qui lui avaient été versés provenaient d'un abus de biens sociaux commis à Paris au détriment d'Elf Aquitaine (France).
Le jugement le condamnant a donc été rendu en 2007 et est devenu définitif en 2009 soit 18 ans après la commission des faits reprochés. Jacques Maroselli a porté cette affaire avec un recours à la cour européenne de justice. Il est mort avant d'en avoir eu la décision.